# Claudio Bravo
Claudio Andrés Bravo Muñoz (Viluco, 13 aprile 1983) è un ex calciatore cileno, di ruolo portiere. Con la nazionale cilena è diventato campione del Sud America nel 2015 e 2016.

## Caratteristiche tecniche
Bravo è un portiere la cui personalità gli consente di essere un leader. La sua abilità nel giocare il pallone coi piedi gli consente di essere un regista aggiunto, oltre al fatto che viene definito uno sweeper-keeper per via della sua abilità nelle uscite. Tra i pali si distingue per la sua agilità e i riflessi.

## Carriera

### Club

#### Colo-Colo
Nato a Viluco, nella provincia di Maipo, entra nelle giovanili del Colo-Colo, con la cui prima squadra esordisce nel 2002 in sostituzione dell'infortunato Eduardo Lobos, ma egli stesso patisce un infortunio che lo costringe a restare lontano dai campi di calcio. A metà 2003, guarito dall'infortunio, ha di nuovo l'opportunità di giocare da titolare e si conquista il posto in squadra. Nel 2006 vince il titolo cileno, risultando decisivo con una parata acrobatica ai tiri di rigore contro l'Universidad de Chile.

#### Real Sociedad
Il 22 ottobre 2006, sul campo del Maiorca, fa il suo esordio nella Primera División spagnola con la maglia della Real Sociedad, che l'aveva prelevato dalla squadra cilena per 1,2 milioni di euro. Con 29 presenze è il titolare della porta basca, ma la squadra retrocesse in Segunda División.
Nella stagione successiva perde il posto in favore del rientrante Riesgo, ma nel 2008–2009, dopo un breve periodo in prestito al Recreativo de Huelva, Bravo è di nuovo il titolare tra i pali della formazione iberica.
Il 14 febbraio 2010 segna, su punizione, il suo primo gol in carriera nella partita contro il Gimnàstic de Tarragona. Infortunatosi sul campo del Córdoba (sconfitta 0-2), salta il resto della stagione. Con 25 presenze dà comunque il proprio contributo alla risalita della squadra in massima divisione dopo tre anni. Le 237 presenze nel club basco lo rendono il secondo straniero con più presenze nell'Erreala.

#### Barcellona

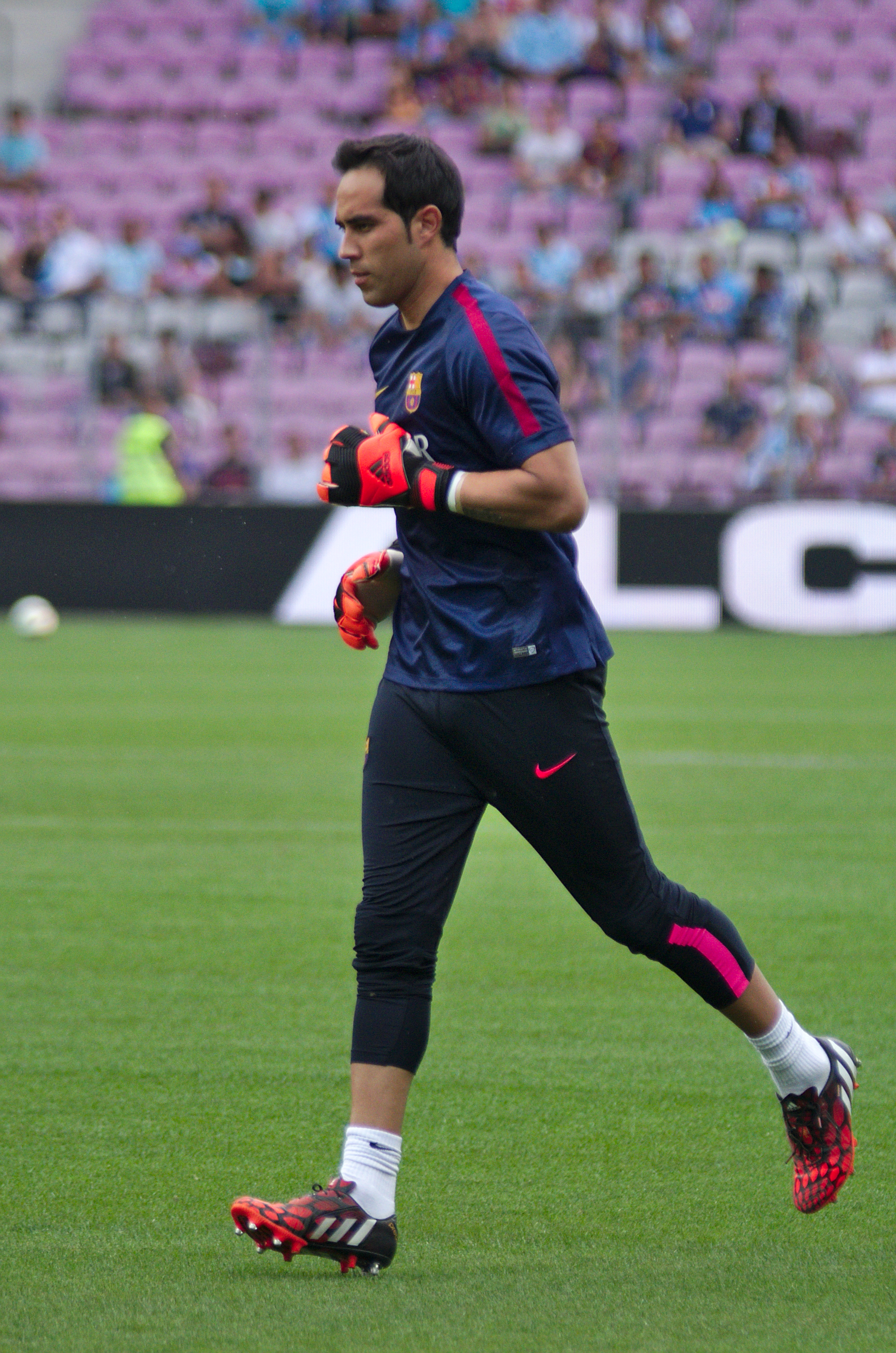
Claudio Bravo con la maglia del Barcellona nell'estate 2014

Dopo otto anni nella Real Sociedad, il 18 giugno 2014 si trasferisce al Barcellona per 12 milioni di euro. Con la formazione catalana disputa da titolare il campionato, lasciando al compagno di reparto Marc-André ter Stegen il ruolo di primo portiere nelle coppe. Nella sua prima stagione blaugrana conquista la Liga, la Copa del Rey e la UEFA Champions League. Nell'ottobre 2015 le sue prestazioni con la maglia del Barcellona (oltre che in Nazionale) gli consentono di garantirsi un posto nella rosa dei 60 calciatori che si contenderanno il Pallone d'Oro.

#### Manchester City

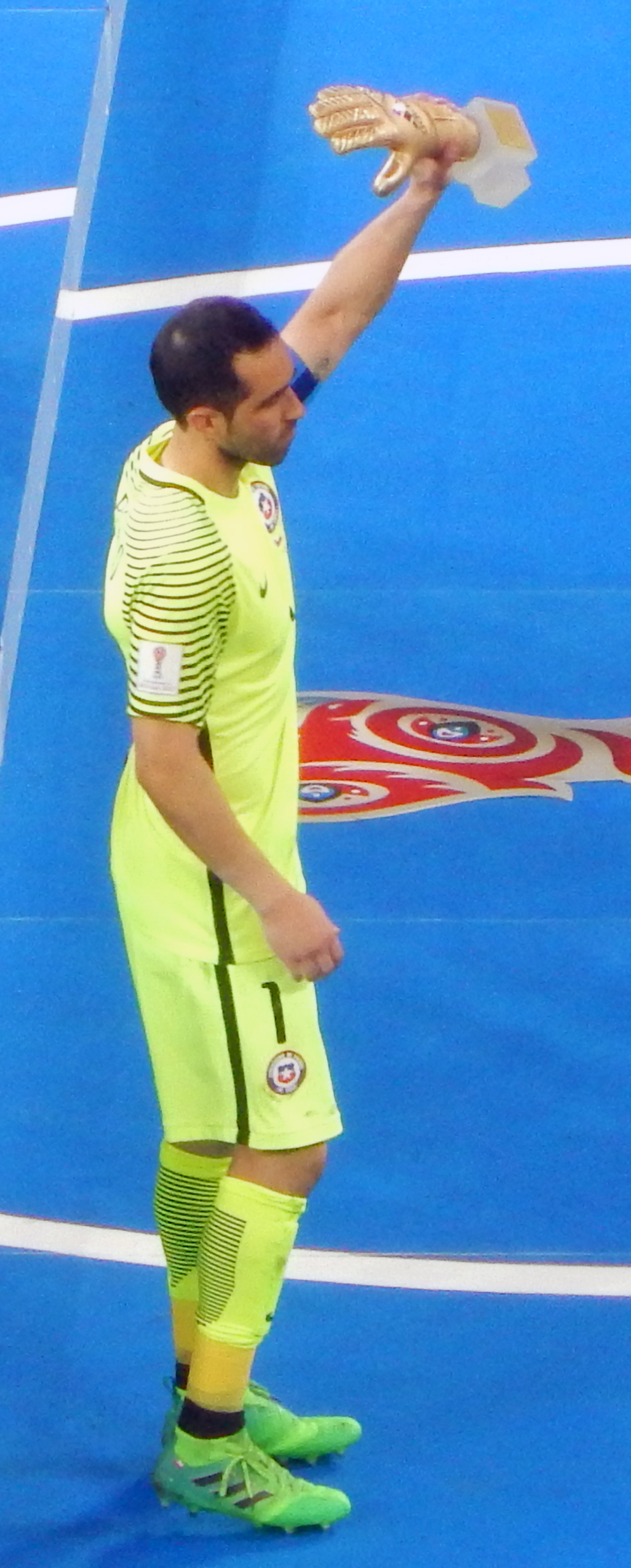
Claudio Bravo mentre celebra il trofeo del Guanto d'oro vinto dopo la finale della Confederations Cup 2017

Il 25 agosto 2016 passa agli inglesi del Manchester City per 18 milioni di euro e firma un contratto quadriennale. Conquista il quarto posto come miglior portiere nel 2016 nella lista dell'IFFHS. Tuttavia, dopo un primo anno con prestazioni negative in cui si alterna con Willy Caballero, nell'estate 2017 viene acquistato Ederson e lui diventa suo vice.
Il 6 novembre 2019, in Champions League subentra all'infortunato Ederson durante l'intervallo della gara contro l'Atalanta, conclusasi 1-1, con il gol del pari siglato da Mario Pašalić; viene espulso all'81' per aver atterrato Josip Ilicic con un fallo da ultimo uomo, costringendo il City, che non aveva a disposizione un altro portiere, ad inserire il terzino Kyle Walker in porta; in questo modo diventa il primo portiere nella storia della Champions a venire espulso dopo essere subentrato.

#### Betis e ritiro
Il 30 agosto 2020 si accasa al Betis a parametro zero. Dopo quattro stagioni, il 27 agosto 2024, Bravo annuncia il proprio ritiro dal calcio giocato, all'età di 41 anni.

### Nazionale
Viene convocato per la Copa América 2004, in cui esordisce con la nazionale maggiore nell'1-1 contro il Paraguay ai gironi.
Successivamente diviene capitano della squadra, e il 4 luglio 2015 vince la Copa América ai calci di rigore contro l'Argentina, nella partita para un calcio di rigore che contribuisce, assieme all'errore di Higuaín, alla vittoria finale della Roja. Viene inoltre premiato come miglior portiere della competizione.
Viene convocato per la Copa América Centenario negli Stati Uniti, in cui la squadra cilena bissa il successo dell'anno precedente, sempre contro l'Argentina. Viene successivamente selezionato per partecipare alla Confederations Cup 2017 in Russia. In semifinale si rende protagonista del successo della sua squadra parando tre rigori su tre tirati dai portoghesi, accedendo alla finale contro la Germania. Nonostante la sconfitta per 1-0 viene eletto miglior portiere della competizione.
Pochi mesi più tardi il Cile non si qualifica ai Mondiali 2018, e lui (anche a causa di problemi fisici) non viene più convocato dall'ottobre 2017 fino all'agosto 2019 (perdendosi la Copa América 2019 nel mentre), mese in cui torna in nazionale in vista delle amichevoli contro Argentina e Honduras. In occasione della sfida contro gli argentini torna a giocare in Nazionale.
Convocato per l'ultima volta per la Copa América 2024, disputa 2 delle 3 gare del girone, risultando il più anziano giocatore di sempre a scendere in campo nella storia della competizione. Chiude dunque la sua carriera in nazionale con 150 presenze, in quasi 20 anni, che lo collocano al terzo posto dei primatisti di presenze.

## Statistiche

### Presenze e reti nei club
Statistiche aggiornate al 9 novembre 2022.
| Stagione               | Squadra                | Campionato             | Campionato | Campionato | Coppe nazionali | Coppe nazionali | Coppe nazionali | Coppe continentali | Coppe continentali | Coppe continentali | Altre coppe | Altre coppe | Altre coppe | Totale | Totale  |
| Stagione               | Squadra                | Comp                   | Pres       | Reti       | Comp            | Pres            | Reti            | Comp               | Pres               | Reti               | Comp        | Pres        | Reti        | Pres   | Reti    |
| ---------------------- | ---------------------- | ---------------------- | ---------- | ---------- | --------------- | --------------- | --------------- | ------------------ | ------------------ | ------------------ | ----------- | ----------- | ----------- | ------ | ------- |
| 2003                   | Colo-Colo              | PD                     | 25         | -31        | -               | -               | -               | CL                 | 1                  | -2                 | -           | -           | -           | 26     | -33     |
| 2004                   | Colo-Colo              | PD                     | 40         | -47        | -               | -               | -               | CL                 | 5                  | -10                | -           | -           | -           | 45     | -57     |
| 2005                   | Colo-Colo              | PD                     | 39         | -39        | -               | -               | -               | CL                 | 2                  | -2                 | -           | -           | -           | 41     | -41     |
| 2006                   | Colo-Colo              | PD                     | 19         | -21        | -               | -               | -               | CL                 | 2                  | -8                 | -           | -           | -           | 21     | -29     |
| Totale Colo-Colo       | Totale Colo-Colo       | Totale Colo-Colo       | 123        | -138       |                 | -               | -               |                    | 10                 | -22                |             | -           | -           | 133    | -160    |
| 2006-2007              | Real Sociedad          | PD                     | 29         | -29        | CR              | 1               | -4              | -                  | -                  | -                  | -           | -           | -           | 30     | -33     |
| 2007-2008              | Real Sociedad          | SD                     | 0          | 0          | CR              | 0               | 0               | -                  | -                  | -                  | -           | -           | -           | 0      | 0       |
| 2008-2009              | Real Sociedad          | SD                     | 32         | -28        | CR              | 0               | 0               | -                  | -                  | -                  | -           | -           | -           | 32     | -28     |
| 2009-2010              | Real Sociedad          | SD                     | 25         | -22; 1     | CR              | 0               | 0               | -                  | -                  | -                  | -           | -           | -           | 25     | -22; 1  |
| 2010-2011              | Real Sociedad          | PD                     | 38         | -66        | CR              | 0               | 0               | -                  | -                  | -                  | -           | -           | -           | 38     | -66     |
| 2011-2012              | Real Sociedad          | PD                     | 37         | -51        | CR              | 0               | 0               | -                  | -                  | -                  | -           | -           | -           | 37     | -51     |
| 2012-2013              | Real Sociedad          | PD                     | 31         | -40        | CR              | 0               | 0               | -                  | -                  | -                  | -           | -           | -           | 31     | -40     |
| 2013-2014              | Real Sociedad          | PD                     | 37         | -52        | CR              | 0               | 0               | UCL                | 7                  | -9                 | -           | -           | -           | 44     | -61     |
| Totale Real Sociedad   | Totale Real Sociedad   | Totale Real Sociedad   | 229        | -288; 1    |                 | 1               | -4              |                    | 7                  | -9                 |             | -           | -           | 237    | -301; 1 |
| 2014-2015              | Barcellona             | PD                     | 37         | -19        | CR              | 0               | 0               | UCL                | 0                  | 0                  | -           | -           | -           | 37     | -19     |
| 2015-2016              | Barcellona             | PD                     | 32         | -22        | CR              | 0               | 0               | UCL                | 0                  | 0                  | SU+SS+Cmc   | 0+1+2       | 0 + - 1 + 0 | 35     | -23     |
| ago. 2016              | Barcellona             | PD                     | 1          | -2         | CR              | 0               | 0               | UCL                | 0                  | 0                  | SS          | 2           | 0           | 3      | -2      |
| Totale Barcellona      | Totale Barcellona      | Totale Barcellona      | 70         | -43        |                 | 0               | 0               |                    | 0                  | 0                  |             | 5           | -1          | 75     | -44     |
| ago. 2016-2017         | Manchester City        | PL                     | 22         | -26        | FACup+CdL       | 4+0             | -3              | UCL                | 4                  | -5                 | -           | -           | -           | 30     | -34     |
| 2017-2018              | Manchester City        | PL                     | 3          | -1         | FACup+CdL       | 3+6             | -2 + -5         | UCL                | 1                  | -2                 | -           | -           | -           | 13     | -10     |
| 2018-2019              | Manchester City        | PL                     | 0          | 0          | FACup+CdL       | 0               | 0               | UCL                | 0                  | 0                  | CS          | 1           | 0           | 1      | 0       |
| 2019-2020              | Manchester City        | PL                     | 4          | -7         | FACup+CdL       | 4+6             | -1 + -5         | UCL                | 2                  | -2                 | CS          | 1           | -1          | 17     | -16     |
| Totale Manchester City | Totale Manchester City | Totale Manchester City | 29         | -34        |                 | 23              | -16             |                    | 7                  | -9                 |             | 2           | -1          | 61     | -60     |
| 2020-2021              | Betis                  | PD                     | 20         | -25        | CR              | 1               | 0               | -                  | -                  | -                  | -           | -           | -           | 21     | -25     |
| 2021-2022              | Betis                  | PD                     | 17         | -19        | CR              | 2               | -2              | UEL                | 4                  | -6                 | -           | -           | -           | 23     | -27     |
| 2022-2023              | Betis                  | PD                     | 12         | -9         | CR              | 2               | -3              | UEL                | 6                  | -8                 | -           | -           | -           | 20     | -20     |
| Totale Betis           | Totale Betis           | Totale Betis           | 49         | -53        |                 | 5               | -5              |                    | 10                 | -14                |             | -           | -           | 64     | -72     |
| Totale carriera        | Totale carriera        | Totale carriera        | 500        | -556; 1    |                 | 29              | -25             |                    | 34                 | -54                |             | 7           | -2          | 570    | -637 ;1 |

### Cronologia presenze e reti in nazionale
| Cronologia completa delle presenze e delle reti in nazionale ― Cile | Cronologia completa delle presenze e delle reti in nazionale ― Cile | Cronologia completa delle presenze e delle reti in nazionale ― Cile | Cronologia completa delle presenze e delle reti in nazionale ― Cile | Cronologia completa delle presenze e delle reti in nazionale ― Cile | Cronologia completa delle presenze e delle reti in nazionale ― Cile | Cronologia completa delle presenze e delle reti in nazionale ― Cile | Cronologia completa delle presenze e delle reti in nazionale ― Cile |
| Data                                                                | Città                                                               | In casa                                                             | Risultato                                                           | Ospiti                                                              | Competizione                                                        | Reti                                                                | Note                                                                |
| ------------------------------------------------------------------- | ------------------------------------------------------------------- | ------------------------------------------------------------------- | ------------------------------------------------------------------- | ------------------------------------------------------------------- | ------------------------------------------------------------------- | ------------------------------------------------------------------- | ------------------------------------------------------------------- |
| 12-7-2004                                                           | Arequipa                                                            | Paraguay                                                            | 1 – 1                                                               | Cile                                                                | Coppa America 2004 - 1º turno                                       | -1                                                                  |                                                                     |
| 18-8-2005                                                           | Tacna                                                               | Perù                                                                | 3 – 1                                                               | Cile                                                                | Amichevole                                                          | -                                                                   | 72’                                                                 |
| 8-10-2005                                                           | Barranquilla                                                        | Colombia                                                            | 1 – 1                                                               | Cile                                                                | Qual. Mondiali 2006                                                 | -1                                                                  |                                                                     |
| 13-10-2005                                                          | Santiago del Cile                                                   | Cile                                                                | 0 – 0                                                               | Ecuador                                                             | Qual. Mondiali 2006                                                 | -                                                                   |                                                                     |
| 26-4-2006                                                           | Rancagua                                                            | Cile                                                                | 4 – 1                                                               | Nuova Zelanda                                                       | Amichevole                                                          | -1                                                                  |                                                                     |
| 24-5-2006                                                           | Dublino                                                             | Irlanda                                                             | 0 – 1                                                               | Cile                                                                | Amichevole                                                          | -                                                                   |                                                                     |
| 2-6-2006                                                            | Solna                                                               | Svezia                                                              | 1 – 1                                                               | Cile                                                                | Amichevole                                                          | -1                                                                  |                                                                     |
| 17-8-2006                                                           | Santiago del Cile                                                   | Cile                                                                | 1 – 2                                                               | Colombia                                                            | Amichevole                                                          | -2                                                                  |                                                                     |
| 11-10-2006                                                          | Tacna                                                               | Perù                                                                | 0 – 1                                                               | Cile                                                                | Copa del Pacífico                                                   | -                                                                   |                                                                     |
| 7-2-2007                                                            | Maracaibo                                                           | Venezuela                                                           | 0 – 1                                                               | Cile                                                                | Amichevole                                                          | -                                                                   |                                                                     |
| 24-3-2007                                                           | Göteborg                                                            | Brasile                                                             | 4 – 0                                                               | Cile                                                                | Amichevole                                                          | -4                                                                  |                                                                     |
| 3-6-2007                                                            | San José                                                            | Costa Rica                                                          | 2 – 0                                                               | Cile                                                                | Amichevole                                                          | -2                                                                  |                                                                     |
| 28-6-2007                                                           | Puerto Ordaz                                                        | Ecuador                                                             | 2 – 3                                                               | Cile                                                                | Coppa America 2007 - 1º turno                                       | -2                                                                  |                                                                     |
| 1-7-2007                                                            | Maturín                                                             | Brasile                                                             | 3 – 0                                                               | Cile                                                                | Coppa America 2007 - 1º turno                                       | -3                                                                  |                                                                     |
| 5-7-2007                                                            | Puerto La Cruz                                                      | Messico                                                             | 0 – 0                                                               | Cile                                                                | Coppa America 2007 - 1º turno                                       | -                                                                   |                                                                     |
| 8-7-2007                                                            | Puerto La Cruz                                                      | Cile                                                                | 1 – 6                                                               | Brasile                                                             | Coppa America 2007 - Quarti di finale                               | -6                                                                  |                                                                     |
| 6-9-2007                                                            | Vienna                                                              | Svizzera                                                            | 2 – 1                                                               | Cile                                                                | Amichevole                                                          | -2                                                                  | cap.                                                                |
| 13-10-2007                                                          | Buenos Aires                                                        | Argentina                                                           | 2 – 0                                                               | Cile                                                                | Qual. Mondiali 2010                                                 | -2                                                                  | cap. 70’                                                            |
| 18-10-2007                                                          | Santiago del Cile                                                   | Cile                                                                | 2 – 0                                                               | Perù                                                                | Qual. Mondiali 2010                                                 | -                                                                   |                                                                     |
| 18-11-2007                                                          | Montevideo                                                          | Uruguay                                                             | 2 – 2                                                               | Cile                                                                | Qual. Mondiali 2010                                                 | -2                                                                  |                                                                     |
| 22-11-2007                                                          | Santiago del Cile                                                   | Cile                                                                | 0 – 3                                                               | Paraguay                                                            | Qual. Mondiali 2010                                                 | -3                                                                  |                                                                     |
| 4-6-2008                                                            | Rancagua                                                            | Cile                                                                | 2 – 0                                                               | Guatemala                                                           | Amichevole                                                          | -                                                                   | cap.                                                                |
| 7-6-2008                                                            | Valparaíso                                                          | Cile                                                                | 0 – 0                                                               | Panama                                                              | Amichevole                                                          | -                                                                   | cap.                                                                |
| 15-6-2008                                                           | La Paz                                                              | Bolivia                                                             | 0 – 2                                                               | Cile                                                                | Qual. Mondiali 2010                                                 | -                                                                   | cap.                                                                |
| 20-6-2008                                                           | Puerto La Cruz                                                      | Venezuela                                                           | 2 – 3                                                               | Cile                                                                | Qual. Mondiali 2010                                                 | -2                                                                  | cap.                                                                |
| 20-8-2008                                                           | İzmit                                                               | Turchia                                                             | 1 – 0                                                               | Cile                                                                | Amichevole                                                          | -1                                                                  | cap.                                                                |
| 8-9-2008                                                            | Santiago del Cile                                                   | Cile                                                                | 0 – 3                                                               | Brasile                                                             | Qual. Mondiali 2010                                                 | -3                                                                  | cap.                                                                |
| 11-9-2008                                                           | Santiago del Cile                                                   | Cile                                                                | 4 – 0                                                               | Colombia                                                            | Qual. Mondiali 2010                                                 | -                                                                   | cap.                                                                |
| 12-10-2008                                                          | Quito                                                               | Ecuador                                                             | 1 – 0                                                               | Cile                                                                | Qual. Mondiali 2010                                                 | -1                                                                  | cap.                                                                |
| 16-10-2008                                                          | Santiago del Cile                                                   | Cile                                                                | 1 – 0                                                               | Argentina                                                           | Qual. Mondiali 2010                                                 | -                                                                   | cap.                                                                |
| 19-11-2008                                                          | Madrid                                                              | Spagna                                                              | 3 – 0                                                               | Cile                                                                | Amichevole                                                          | -3                                                                  | cap.                                                                |
| 11-2-2009                                                           | Polokwane                                                           | Sudafrica                                                           | 0 – 2                                                               | Cile                                                                | Amichevole                                                          | -                                                                   | cap.                                                                |
| 30-3-2009                                                           | Lima                                                                | Perù                                                                | 1 – 3                                                               | Cile                                                                | Qual. Mondiali 2010                                                 | -1                                                                  | cap.                                                                |
| 2-4-2009                                                            | Santiago del Cile                                                   | Cile                                                                | 0 – 0                                                               | Uruguay                                                             | Qual. Mondiali 2010                                                 | -                                                                   | cap.                                                                |
| 7-6-2009                                                            | Asunción                                                            | Paraguay                                                            | 0 – 2                                                               | Cile                                                                | Qual. Mondiali 2010                                                 | -                                                                   | cap.                                                                |
| 11-6-2009                                                           | Santiago del Cile                                                   | Cile                                                                | 4 – 0                                                               | Bolivia                                                             | Qual. Mondiali 2010                                                 | -                                                                   | cap.                                                                |
| 5-9-2009                                                            | Santiago del Cile                                                   | Cile                                                                | 2 – 2                                                               | Venezuela                                                           | Qual. Mondiali 2010                                                 | -2                                                                  | cap.                                                                |
| 9-9-2009                                                            | Salvador                                                            | Brasile                                                             | 4 – 2                                                               | Cile                                                                | Qual. Mondiali 2010                                                 | -4                                                                  | cap.                                                                |
| 10-10-2009                                                          | Medellín                                                            | Colombia                                                            | 2 – 4                                                               | Cile                                                                | Qual. Mondiali 2010                                                 | -2                                                                  | cap.                                                                |
| 14-10-2009                                                          | Santiago del Cile                                                   | Cile                                                                | 1 – 0                                                               | Ecuador                                                             | Qual. Mondiali 2010                                                 | -                                                                   | cap.                                                                |
| 17-11-2009                                                          | Žilina                                                              | Slovacchia                                                          | 1 – 2                                                               | Cile                                                                | Amichevole                                                          | -1                                                                  | cap.                                                                |
| 27-5-2010                                                           | Calama                                                              | Cile                                                                | 3 – 0                                                               | Zambia                                                              | Amichevole                                                          | -                                                                   | cap.                                                                |
| 31-5-2010                                                           | Concepción                                                          | Cile                                                                | 3 – 0                                                               | Israele                                                             | Amichevole                                                          | -                                                                   | cap.                                                                |
| 16-6-2010                                                           | Nelspruit                                                           | Honduras                                                            | 0 – 1                                                               | Cile                                                                | Mondiali 2010 - 1º turno                                            | -                                                                   | cap.                                                                |
| 21-6-2010                                                           | Port Elizabeth                                                      | Cile                                                                | 1 – 0                                                               | Svizzera                                                            | Mondiali 2010 - 1º turno                                            | -                                                                   | cap.                                                                |
| 25-6-2010                                                           | Pretoria                                                            | Cile                                                                | 1 – 2                                                               | Spagna                                                              | Mondiali 2010 - 1º turno                                            | -2                                                                  | cap.                                                                |
| 28-6-2010                                                           | Johannesburg                                                        | Brasile                                                             | 3 – 0                                                               | Cile                                                                | Mondiali 2010 - Ottavi di finale                                    | -3                                                                  | cap.                                                                |
| 17-11-2010                                                          | Santiago del Cile                                                   | Cile                                                                | 2 – 0                                                               | Uruguay                                                             | Amichevole                                                          | -                                                                   | cap.                                                                |
| 26-3-2011                                                           | Leiria                                                              | Portogallo                                                          | 1 – 1                                                               | Cile                                                                | Amichevole                                                          | -1                                                                  | cap.                                                                |
| 29-3-2011                                                           | L'Aia                                                               | Colombia                                                            | 0 – 2                                                               | Cile                                                                | Amichevole                                                          | -                                                                   | cap.                                                                |
| 20-6-2011                                                           | Santiago del Cile                                                   | Cile                                                                | 4 – 0                                                               | Estonia                                                             | Amichevole                                                          | -                                                                   | cap. 69’                                                            |
| 24-6-2011                                                           | Asunción                                                            | Paraguay                                                            | 0 – 0                                                               | Cile                                                                | Amichevole                                                          | -                                                                   | cap.                                                                |
| 5-7-2011                                                            | San Juan                                                            | Cile                                                                | 2 – 1                                                               | Messico                                                             | Coppa America 2011 - 1º turno                                       | -1                                                                  | cap. 75’                                                            |
| 9-7-2011                                                            | Mendoza                                                             | Uruguay                                                             | 1 – 1                                                               | Cile                                                                | Coppa America 2011 - 1º turno                                       | -1                                                                  | cap.                                                                |
| 18-7-2011                                                           | San Juan                                                            | Cile                                                                | 1 – 2                                                               | Venezuela                                                           | Coppa America 2011 - Quarti di finale                               | -2                                                                  | cap.                                                                |
| 10-8-2011                                                           | Montpellier                                                         | Francia                                                             | 1 – 1                                                               | Cile                                                                | Amichevole                                                          | -1                                                                  | cap.                                                                |
| 2-9-2011                                                            | San Gallo                                                           | Spagna                                                              | 3 – 2                                                               | Cile                                                                | Amichevole                                                          | -3                                                                  | cap.                                                                |
| 4-9-2011                                                            | Cornellà de Llobregat                                               | Messico                                                             | 1 – 0                                                               | Cile                                                                | Amichevole                                                          | -                                                                   | cap. 46’                                                            |
| 8-10-2011                                                           | Buenos Aires                                                        | Argentina                                                           | 4 – 1                                                               | Cile                                                                | Qual. Mondiali 2014                                                 | -4                                                                  | cap.                                                                |
| 12-10-2011                                                          | Santiago del Cile                                                   | Cile                                                                | 4 – 2                                                               | Perù                                                                | Qual. Mondiali 2014                                                 | -2                                                                  | cap.                                                                |
| 11-11-2011                                                          | Montevideo                                                          | Uruguay                                                             | 4 – 0                                                               | Cile                                                                | Qual. Mondiali 2014                                                 | -4                                                                  | cap.                                                                |
| 16-11-2011                                                          | Santiago del Cile                                                   | Cile                                                                | 2 – 0                                                               | Paraguay                                                            | Qual. Mondiali 2014                                                 | -                                                                   | cap.                                                                |
| 1-3-2012                                                            | Chester                                                             | Cile                                                                | 1 – 1                                                               | Ghana                                                               | Amichevole                                                          | -1                                                                  | cap.                                                                |
| 2-6-2012                                                            | La Paz                                                              | Bolivia                                                             | 0 – 2                                                               | Cile                                                                | Qual. Mondiali 2014                                                 | -                                                                   | cap.                                                                |
| 10-6-2012                                                           | Puerto La Cruz                                                      | Venezuela                                                           | 0 – 2                                                               | Cile                                                                | Qual. Mondiali 2014                                                 | -                                                                   | cap.                                                                |
| 11-9-2012                                                           | Santiago del Cile                                                   | Cile                                                                | 1 – 3                                                               | Colombia                                                            | Qual. Mondiali 2014                                                 | -3                                                                  | cap.                                                                |
| 6-2-2013                                                            | Madrid                                                              | Cile                                                                | 2 – 1                                                               | Egitto                                                              | Amichevole                                                          | -1                                                                  | cap.                                                                |
| 23-3-2013                                                           | Lima                                                                | Perù                                                                | 1 – 0                                                               | Cile                                                                | Qual. Mondiali 2014                                                 | -1                                                                  | cap.                                                                |
| 27-3-2013                                                           | Santiago del Cile                                                   | Cile                                                                | 2 – 0                                                               | Uruguay                                                             | Qual. Mondiali 2014                                                 | -                                                                   | cap.                                                                |
| 8-6-2013                                                            | Asunción                                                            | Paraguay                                                            | 1 – 2                                                               | Cile                                                                | Qual. Mondiali 2014                                                 | -1                                                                  | cap.                                                                |
| 12-6-2013                                                           | Santiago del Cile                                                   | Cile                                                                | 3 – 1                                                               | Bolivia                                                             | Qual. Mondiali 2014                                                 | -1                                                                  | cap.                                                                |
| 14-8-2013                                                           | Brøndby                                                             | Cile                                                                | 6 – 0                                                               | Iraq                                                                | Amichevole                                                          | -                                                                   | cap.                                                                |
| 6-9-2013                                                            | Santiago del Cile                                                   | Cile                                                                | 3 – 0                                                               | Venezuela                                                           | Qual. Mondiali 2014                                                 | -                                                                   | cap.                                                                |
| 10-9-2013                                                           | Ginevra                                                             | Spagna                                                              | 2 – 2                                                               | Cile                                                                | Amichevole                                                          | -2                                                                  | cap.                                                                |
| 11-10-2013                                                          | Barranquilla                                                        | Colombia                                                            | 3 – 3                                                               | Cile                                                                | Qual. Mondiali 2014                                                 | -3                                                                  | cap. 83’                                                            |
| 16-10-2013                                                          | Santiago del Cile                                                   | Cile                                                                | 2 – 1                                                               | Ecuador                                                             | Qual. Mondiali 2014                                                 | -1                                                                  | cap.                                                                |
| 15-11-2013                                                          | Londra                                                              | Inghilterra                                                         | 0 – 2                                                               | Cile                                                                | Amichevole                                                          | -                                                                   | cap.                                                                |
| 20-11-2013                                                          | Toronto                                                             | Brasile                                                             | 2 – 1                                                               | Cile                                                                | Amichevole                                                          | -2                                                                  | cap.                                                                |
| 31-5-2014                                                           | Santiago del Cile                                                   | Cile                                                                | 3 – 2                                                               | Egitto                                                              | Amichevole                                                          | -2                                                                  | cap.                                                                |
| 5-6-2014                                                            | Valparaíso                                                          | Cile                                                                | 2 – 0                                                               | Irlanda del Nord                                                    | Amichevole                                                          | -                                                                   | cap.                                                                |
| 14-6-2014                                                           | Cuiabá                                                              | Cile                                                                | 3 – 1                                                               | Australia                                                           | Mondiali 2014 - 1º turno                                            | -1                                                                  | cap.                                                                |
| 18-6-2014                                                           | Rio de Janeiro                                                      | Spagna                                                              | 0 – 2                                                               | Cile                                                                | Mondiali 2014 - 1º turno                                            | -                                                                   | cap.                                                                |
| 23-6-2014                                                           | San Paolo                                                           | Paesi Bassi                                                         | 2 – 0                                                               | Cile                                                                | Mondiali 2014 - 1º turno                                            | -2                                                                  | cap.                                                                |
| 28-6-2014                                                           | Belo Horizonte                                                      | Brasile                                                             | 1 – 1 dts (3 - 2 dtr)                                               | Cile                                                                | Mondiali 2014 - Ottavi di finale                                    | -1                                                                  | cap.                                                                |
| 7-9-2014                                                            | Santa Clara                                                         | Cile                                                                | 0 – 0                                                               | Messico                                                             | Amichevole                                                          | -                                                                   | cap.                                                                |
| 10-10-2014                                                          | Valparaíso                                                          | Cile                                                                | 3 – 0                                                               | Perù                                                                | Amichevole                                                          | -                                                                   | cap.                                                                |
| 15-11-2014                                                          | Talcahuano                                                          | Cile                                                                | 5 – 0                                                               | Venezuela                                                           | Amichevole                                                          | -                                                                   | cap.                                                                |
| 19-11-2014                                                          | Santiago del Cile                                                   | Cile                                                                | 1 – 2                                                               | Uruguay                                                             | Amichevole                                                          | -2                                                                  | cap.                                                                |
| 26-3-2015                                                           | Sankt Pölten                                                        | Iran                                                                | 2 – 0                                                               | Cile                                                                | Amichevole                                                          | -2                                                                  | cap.                                                                |
| 29-3-2015                                                           | Londra                                                              | Brasile                                                             | 1 – 0                                                               | Cile                                                                | Amichevole                                                          | -1                                                                  | cap.                                                                |
| 11-6-2015                                                           | Santiago del Cile                                                   | Cile                                                                | 2 – 0                                                               | Ecuador                                                             | Coppa America 2015 - 1º turno                                       | -                                                                   | cap.                                                                |
| 15-6-2015                                                           | Santiago del Cile                                                   | Cile                                                                | 3 – 3                                                               | Messico                                                             | Coppa America 2015 - 1º turno                                       | -3                                                                  | cap.                                                                |
| 19-6-2015                                                           | Santiago del Cile                                                   | Cile                                                                | 5 – 0                                                               | Bolivia                                                             | Coppa America 2015 - 1º turno                                       | -                                                                   | cap.                                                                |
| 24-6-2015                                                           | Santiago del Cile                                                   | Cile                                                                | 1 – 0                                                               | Uruguay                                                             | Coppa America 2015 - Quarti di finale                               | -                                                                   | cap.                                                                |
| 29-6-2015                                                           | Santiago del Cile                                                   | Cile                                                                | 2 – 1                                                               | Perù                                                                | Coppa America 2015 - Semifinale                                     | -1                                                                  | cap.                                                                |
| 4-7-2015                                                            | Santiago del Cile                                                   | Cile                                                                | 0 – 0                                                               | Argentina                                                           | Coppa America 2015 - Finale                                         | -                                                                   | cap.                                                                |
| 9-10-2015                                                           | Ñuñoa                                                               | Cile                                                                | 2 – 0                                                               | Brasile                                                             | Qual. Mondiali 2018                                                 | -                                                                   | cap.                                                                |
| 14-10-2015                                                          | Lima                                                                | Perù                                                                | 3 – 4                                                               | Cile                                                                | Qual. Mondiali 2018                                                 | -3                                                                  | cap.                                                                |
| 13-11-2015                                                          | Ñuñoa                                                               | Cile                                                                | 1 – 1                                                               | Colombia                                                            | Qual. Mondiali 2018                                                 | -1                                                                  | cap. 65’                                                            |
| 18-11-2015                                                          | Montevideo                                                          | Uruguay                                                             | 3 – 0                                                               | Cile                                                                | Qual. Mondiali 2018                                                 | -3                                                                  | cap.                                                                |
| 25-3-2016                                                           | Ñuñoa                                                               | Cile                                                                | 1 – 2                                                               | Argentina                                                           | Qual. Mondiali 2018                                                 | -2                                                                  | cap. 90’                                                            |
| 6-6-2016                                                            | Santa Clara                                                         | Argentina                                                           | 2 – 1                                                               | Cile                                                                | Coppa America Centenario - 1º turno                                 | -2                                                                  | cap.                                                                |
| 10-6-2016                                                           | Foxborough                                                          | Cile                                                                | 2 – 1                                                               | Bolivia                                                             | Coppa America Centenario - 1º turno                                 | -1                                                                  | cap.                                                                |
| 15-6-2016                                                           | Filadelfia                                                          | Cile                                                                | 4 – 2                                                               | Panama                                                              | Coppa America Centenario - 1º turno                                 | -2                                                                  | cap.                                                                |
| 19-6-2016                                                           | Santa Clara                                                         | Messico                                                             | 0 – 7                                                               | Cile                                                                | Coppa America Centenario - Quarti di finale                         | -                                                                   | cap.                                                                |
| 23-6-2016                                                           | Chicago                                                             | Colombia                                                            | 0 – 2                                                               | Cile                                                                | Coppa America Centenario - Semifinali                               | -                                                                   | cap. 39’                                                            |
| 27-6-2016                                                           | East Rutherford                                                     | Argentina                                                           | 0 – 0                                                               | Cile                                                                | Coppa America Centenario - Finale                                   | -                                                                   | cap.                                                                |
| 6-10-2016                                                           | Quito                                                               | Ecuador                                                             | 3 – 0                                                               | Cile                                                                | Qual. Mondiali 2018                                                 | -3                                                                  | cap. 16’                                                            |
| 12-10-2016                                                          | Ñuñoa                                                               | Cile                                                                | 2 – 1                                                               | Perù                                                                | Qual. Mondiali 2018                                                 | -1                                                                  | cap.                                                                |
| 10-11-2016                                                          | Barranquilla                                                        | Colombia                                                            | 0 – 0                                                               | Cile                                                                | Qual. Mondiali 2018                                                 | -                                                                   | cap. 64’                                                            |
| 16-10-2016                                                          | Santiago del Cile                                                   | Cile                                                                | 3 – 1                                                               | Uruguay                                                             | Qual. Mondiali 2018                                                 | -1                                                                  | cap.                                                                |
| 24-3-2017                                                           | Buenos Aires                                                        | Argentina                                                           | 1 – 0                                                               | Cile                                                                | Qual. Mondiali 2018                                                 | -1                                                                  | cap.                                                                |
| 29-3-2017                                                           | Macul                                                               | Cile                                                                | 3 – 1                                                               | Perù                                                                | Qual. Mondiali 2018                                                 | -1                                                                  | cap.                                                                |
| 25-6-2017                                                           | Mosca                                                               | Cile                                                                | 1 – 1                                                               | Australia                                                           | Conf. Cup 2017 - 1º turno                                           | -1                                                                  | cap.                                                                |
| 28-6-2017                                                           | Kazan'                                                              | Portogallo                                                          | 0 – 0 dts (0 – 3 dtr)                                               | Cile                                                                | Conf. Cup 2017 - Semifinale                                         | -                                                                   | cap.                                                                |
| 2-7-2017                                                            | San Pietroburgo                                                     | Cile                                                                | 0 – 1                                                               | Germania                                                            | Conf. Cup 2017 - Finale                                             | -1                                                                  | cap. 90’                                                            |
| 5-9-2017                                                            | La Paz                                                              | Bolivia                                                             | 1 – 0                                                               | Cile                                                                | Qual. Mondiali 2018                                                 | -1                                                                  | cap.                                                                |
| 6-10-2017                                                           | Macul                                                               | Cile                                                                | 2 – 1                                                               | Ecuador                                                             | Qual. Mondiali 2018                                                 | -1                                                                  | cap.                                                                |
| 11-10-2017                                                          | San Paolo                                                           | Brasile                                                             | 3 – 0                                                               | Cile                                                                | Qual. Mondiali 2018                                                 | -3                                                                  | cap.                                                                |
| 5-9-2019                                                            | Los Angeles                                                         | Cile                                                                | 0 – 0                                                               | Argentina                                                           | Amichevole                                                          | -                                                                   |                                                                     |
| 10-9-2019                                                           | San Pedro Sula                                                      | Honduras                                                            | 2 – 1                                                               | Cile                                                                | Amichevole                                                          | -2                                                                  |                                                                     |
| 12-10-2019                                                          | Alicante                                                            | Colombia                                                            | 0 – 0                                                               | Cile                                                                | Amichevole                                                          | -                                                                   | cap.                                                                |
| 15-10-2019                                                          | Alicante                                                            | Cile                                                                | 3 – 2                                                               | Guinea                                                              | Amichevole                                                          | -2                                                                  |                                                                     |
| 13-11-2020                                                          | Santiago del Cile                                                   | Cile                                                                | 2 – 0                                                               | Perù                                                                | Qual. Mondiali 2022                                                 | -                                                                   |                                                                     |
| 17-11-2020                                                          | Caracas                                                             | Venezuela                                                           | 2 – 1                                                               | Cile                                                                | Qual. Mondiali 2022                                                 | -2                                                                  |                                                                     |
| 27-3-2021                                                           | Rancagua                                                            | Cile                                                                | 2 – 1                                                               | Bolivia                                                             | Amichevole                                                          | -1                                                                  | cap.                                                                |
| 3-6-2021                                                            | Santiago del Estero                                                 | Argentina                                                           | 1 – 1                                                               | Cile                                                                | Qual. Mondiali 2022                                                 | -1                                                                  | cap.                                                                |
| 8-6-2021                                                            | Santiago del Cile                                                   | Cile                                                                | 1 – 1                                                               | Bolivia                                                             | Qual. Mondiali 2022                                                 | -1                                                                  | cap.                                                                |
| 14-6-2021                                                           | Rio de Janeiro                                                      | Argentina                                                           | 1 – 1                                                               | Cile                                                                | Coppa America 2021 - 1º turno                                       | -1                                                                  | cap.                                                                |
| 18-6-2021                                                           | Cuiabá                                                              | Cile                                                                | 1 – 0                                                               | Bolivia                                                             | Coppa America 2021 - 1º turno                                       | -                                                                   | cap.                                                                |
| 21-6-2021                                                           | Cuiabá                                                              | Uruguay                                                             | 1 – 1                                                               | Cile                                                                | Coppa America 2021 - 1º turno                                       | -1                                                                  | cap.                                                                |
| 24-6-2021                                                           | Brasilia                                                            | Cile                                                                | 0 – 2                                                               | Paraguay                                                            | Coppa America 2021 - 1º turno                                       | -2                                                                  | cap. 58’                                                            |
| 2-7-2021                                                            | Rio de Janeiro                                                      | Brasile                                                             | 1 – 0                                                               | Cile                                                                | Coppa America 2021 - Quarti di finale                               | -1                                                                  | cap.                                                                |
| 2-9-2021                                                            | Santiago del Cile                                                   | Cile                                                                | 0 – 1                                                               | Brasile                                                             | Qual. Mondiali 2022                                                 | -1                                                                  | cap.                                                                |
| 5-9-2021                                                            | Quito                                                               | Ecuador                                                             | 0 – 0                                                               | Cile                                                                | Qual. Mondiali 2022                                                 | -                                                                   | cap.                                                                |
| 9-9-2021                                                            | Quito                                                               | Colombia                                                            | 3 – 1                                                               | Cile                                                                | Qual. Mondiali 2022                                                 | -1                                                                  | cap.                                                                |
| 7-10-2021                                                           | Lima                                                                | Perù                                                                | 2 – 0                                                               | Cile                                                                | Qual. Mondiali 2022                                                 | -2                                                                  | cap.                                                                |
| 10-10-2021                                                          | Santiago del Cile                                                   | Cile                                                                | 2 – 0                                                               | Paraguay                                                            | Qual. Mondiali 2022                                                 | -                                                                   | cap.                                                                |
| 14-10-2021                                                          | Santiago del Cile                                                   | Cile                                                                | 3 – 0                                                               | Venezuela                                                           | Qual. Mondiali 2022                                                 | -                                                                   | cap.                                                                |
| 11-11-2021                                                          | Asunción                                                            | Paraguay                                                            | 0 – 1                                                               | Cile                                                                | Qual. Mondiali 2022                                                 | -                                                                   | cap. 90+4’                                                          |
| 16-11-2021                                                          | Santiago del Cile                                                   | Cile                                                                | 0 – 2                                                               | Ecuador                                                             | Qual. Mondiali 2022                                                 | -2                                                                  | cap.                                                                |
| 27-1-2022                                                           | Calama                                                              | Cile                                                                | 1 – 2                                                               | Argentina                                                           | Qual. Mondiali 2022                                                 | -2                                                                  | cap. 35’                                                            |
| 24-3-2022                                                           | Rio de Janeiro                                                      | Brasile                                                             | 4 – 0                                                               | Cile                                                                | Qual. Mondiali 2022                                                 | -4                                                                  | cap. 69’                                                            |
| 16-11-2022                                                          | Varsavia                                                            | Polonia                                                             | 1 – 0                                                               | Cile                                                                | Amichevole                                                          | -1                                                                  | cap.                                                                |
| 27-3-2023                                                           | Santiago del Cile                                                   | Cile                                                                | 3 – 2                                                               | Paraguay                                                            | Amichevole                                                          | -2                                                                  | cap.                                                                |
| 22-3-2024                                                           | Parma                                                               | Albania                                                             | 0 – 3                                                               | Cile                                                                | Amichevole                                                          | -                                                                   | cap.                                                                |
| 26-3-2024                                                           | Marsiglia                                                           | Francia                                                             | 3 – 2                                                               | Cile                                                                | Amichevole                                                          | -3                                                                  | cap.                                                                |
| 11-6-2024                                                           | Santiago del Cile                                                   | Cile                                                                | 3 – 0                                                               | Paraguay                                                            | Amichevole                                                          | -                                                                   | cap. 46’                                                            |
| 21-6-2024                                                           | Arlington                                                           | Perù                                                                | 0 – 0                                                               | Cile                                                                | Coppa America 2024 - 1º turno                                       | -                                                                   | cap.                                                                |
| 25-6-2024                                                           | East Rutherford                                                     | Cile                                                                | 0 – 1                                                               | Argentina                                                           | Coppa America 2024 - 1º turno                                       | -1                                                                  | cap.                                                                |
| Totale                                                              |                                                                     | Presenze (3º posto)                                                 | 150                                                                 |                                                                     | Reti                                                                | -168                                                                |                                                                     |

## Palmarès

### Club

#### Competizioni nazionali
- Campionato cileno: 1

Colo Colo: Apertura 2006
- Campionato spagnolo: 2

Barcellona: 2014-2015, 2015-2016
- Coppa di Spagna: 3

Barcellona: 2014-2015, 2015-2016
Betis: 2021-2022
- Supercoppa di Spagna: 1

Barcellona: 2016
- Campionato inglese: 2

Manchester City: 2017-2018, 2018-2019
- Coppa di Lega inglese: 3

Manchester City: 2017-2018, 2018-2019, 2019-2020
- Coppa d'Inghilterra: 1

Manchester City: 2018-2019
- Community Shield: 2

Manchester City: 2018, 2019

#### Competizioni internazionali
- UEFA Champions League: 1

Barcellona: 2014-2015
- Supercoppa UEFA: 1

Barcellona: 2015
- Coppa del mondo per club: 1

Barcellona: 2015

### Nazionale
- Coppa America: 2

2015, 2016

### Individuale
- Trofeo Zamora: 1

2014-2015
- Squadra ideale della Liga: 1

2014-2015
- Miglior portiere della Copa América: 2

Cile 2015, USA 2016
- Calciatore cileno dell'anno: 2

2009, 2015
- Guanto d'oro della FIFA Confederations Cup: 1

2017